# Sherell Ford
Willard Sherell Ford (Baton Rouge, 26 agosto 1972) è un ex cestista e allenatore di pallacanestro statunitense, professionista nella NBA, in Europa e in Sudamerica.

## Carriera
È stato selezionato dai Seattle SuperSonics al primo giro del Draft NBA 1995 (26ª scelta assoluta).

## Statistiche

### College
| Anno      | Squadra    | PG | PT | MP   | TC%  | 3P%  | TL%  | RP   | AP  | PRP | SP  | PP   |
| --------- | ---------- | -- | -- | ---- | ---- | ---- | ---- | ---- | --- | --- | --- | ---- |
| 1992-1993 | UIC Flames | 32 | 32 | 32,6 | 47,7 | 30,9 | 63,0 | 8,4  | 1,3 | 1,6 | 2,1 | 18,8 |
| 1993-1994 | UIC Flames | 29 | 29 | 34,4 | 49,8 | 29,9 | 69,8 | 8,8  | 1,1 | 1,9 | 1,6 | 24,3 |
| 1994-1995 | UIC Flames | 27 | 27 | 35,9 | 47,2 | 41,6 | 76,5 | 10,5 | 1,4 | 1,6 | 1,9 | 26,2 |
| Carriera  | Carriera   | 88 | 88 | 34,2 | 48,2 | 37,4 | 70,4 | 9,2  | 1,3 | 1,7 | 1,9 | 22,9 |

### NBA

#### Regular Season
| Anno      | Squadra          | PG | PT | MP  | TC%  | 3P%  | TL%  | RP  | AP  | PRP | SP  | PP  |
| --------- | ---------------- | -- | -- | --- | ---- | ---- | ---- | --- | --- | --- | --- | --- |
| 1995-1996 | Seattle S.Sonics | 28 | 1  | 5,0 | 37,5 | 16,0 | 76,5 | 0,9 | 0,2 | 0,3 | 0,0 | 3,2 |
| Carriera  | Carriera         | 28 | 1  | 5,0 | 37,5 | 16,0 | 76,5 | 0,9 | 0,2 | 0,3 | 0,0 | 3,2 |